# Орісон (Цілком таємно)
Орісон (Orison) — 7-й епізод сьомого сезону серіалу «Цілком таємно». Епізод не належить до «міфології серіалу» — це монстр тижня. Прем'єра в мережі «Фокс» відбулася 9 січня 2000 року.
У США серія отримала рейтинг Нільсена, рівний 9.4 який означає, що в день виходу її подивилися 15.63 мільйона глядачів.

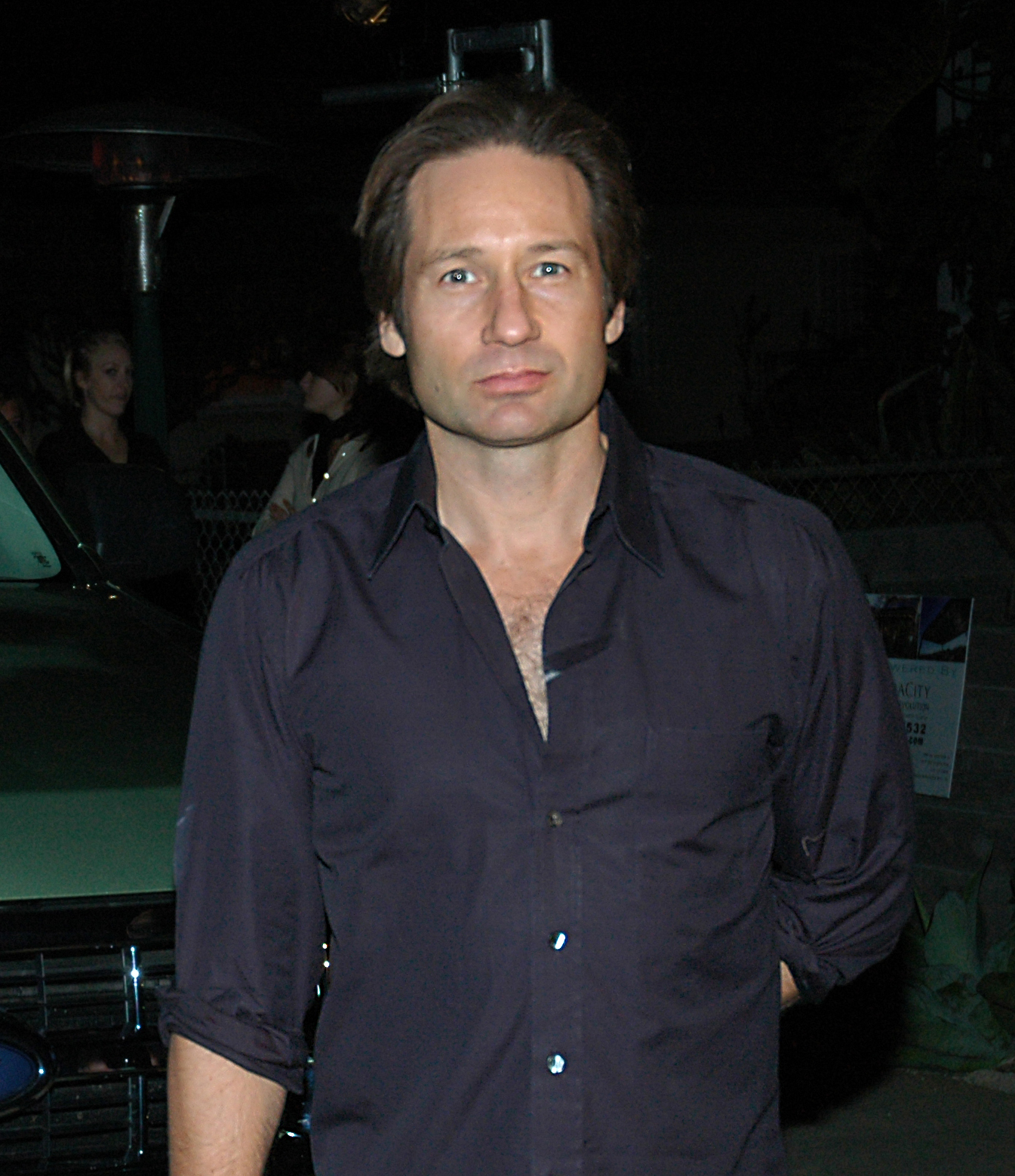

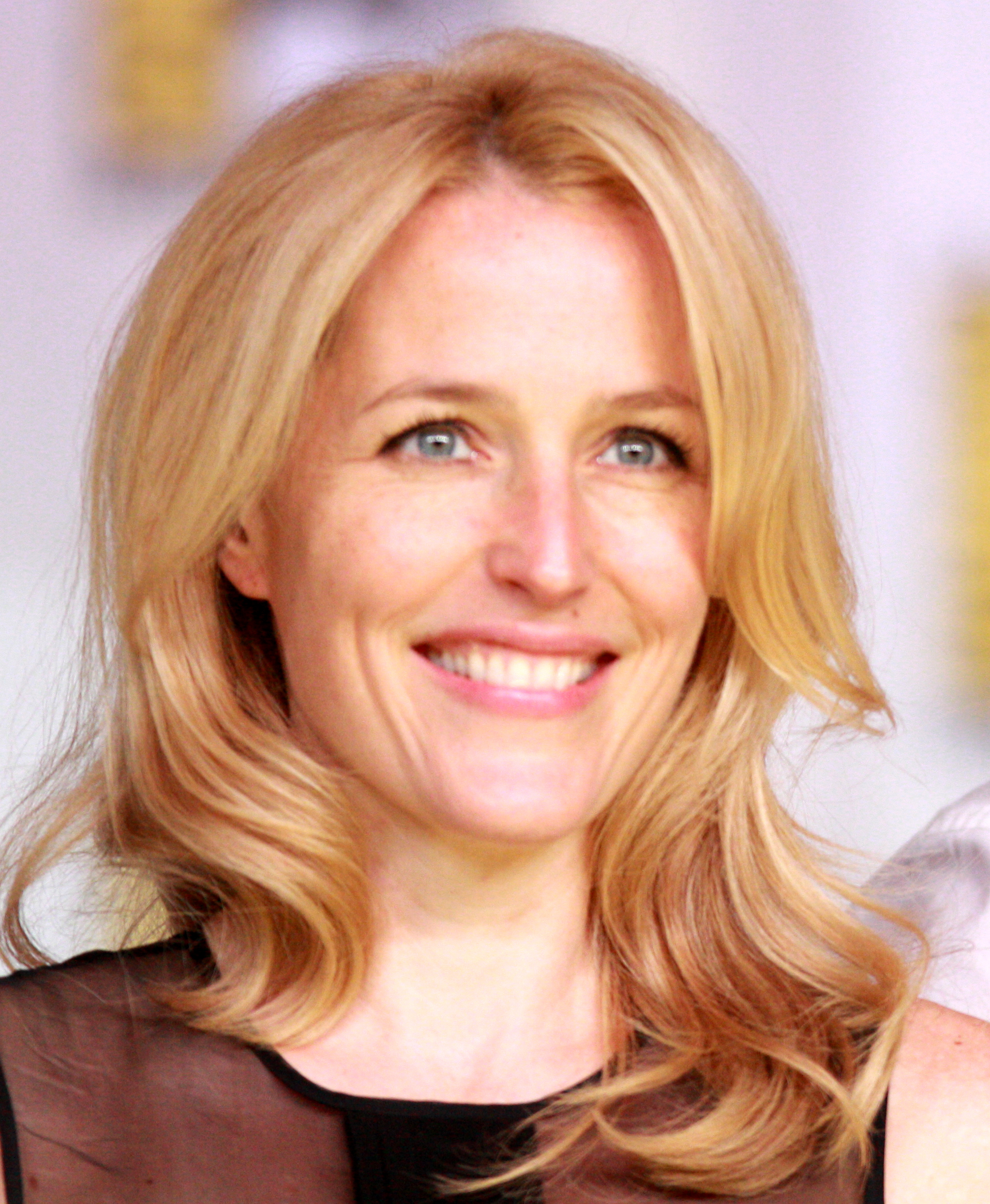

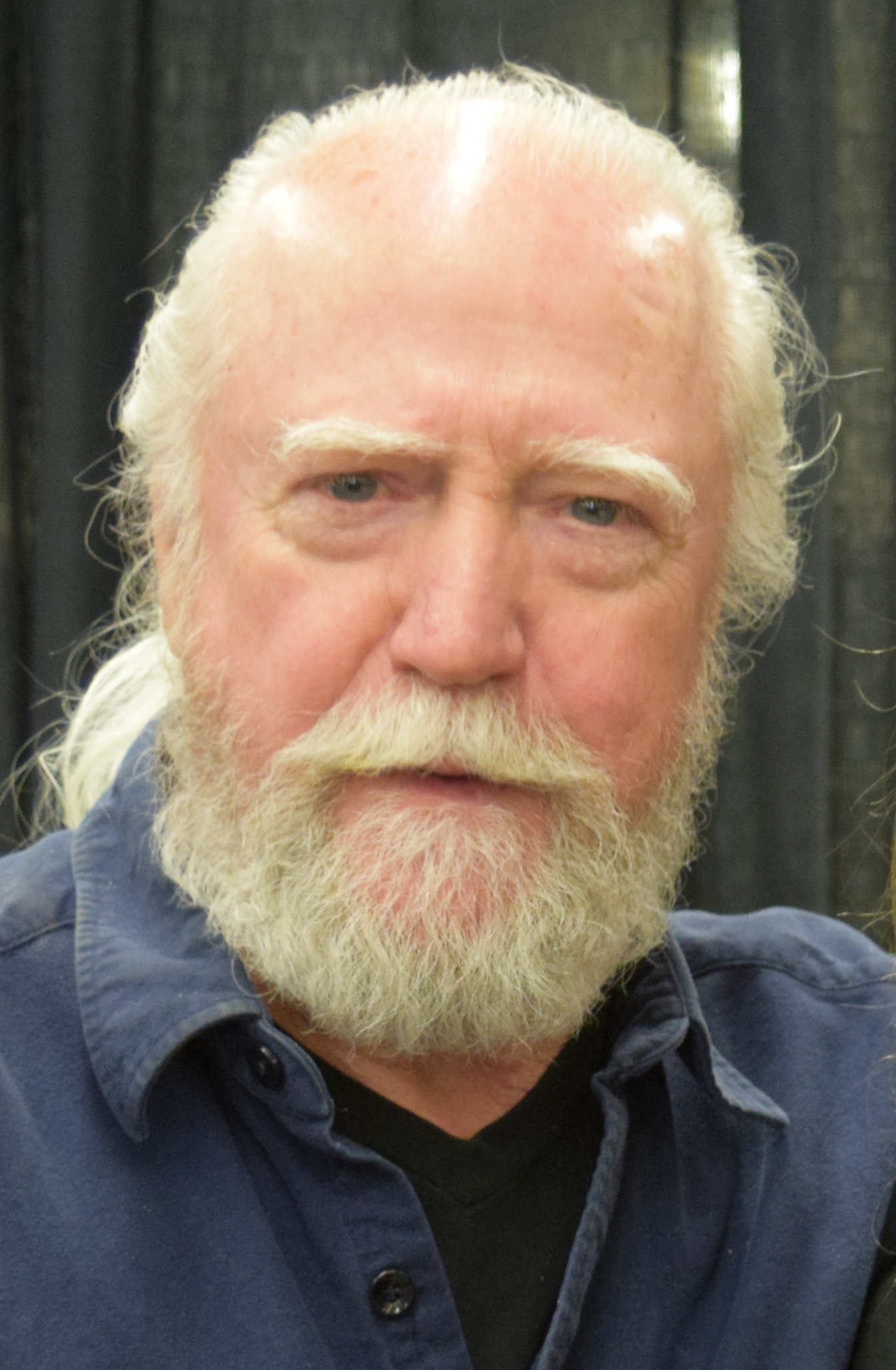

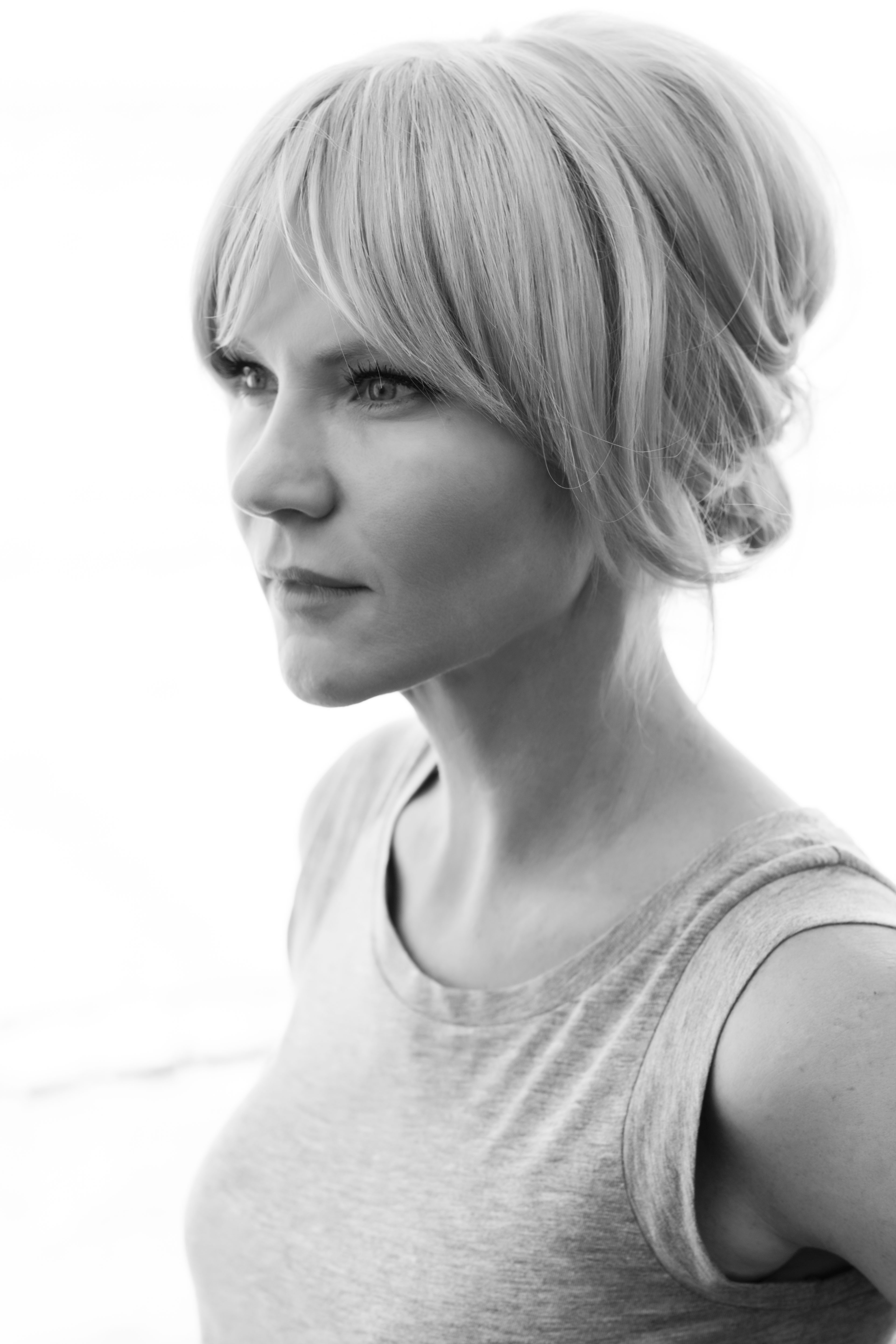

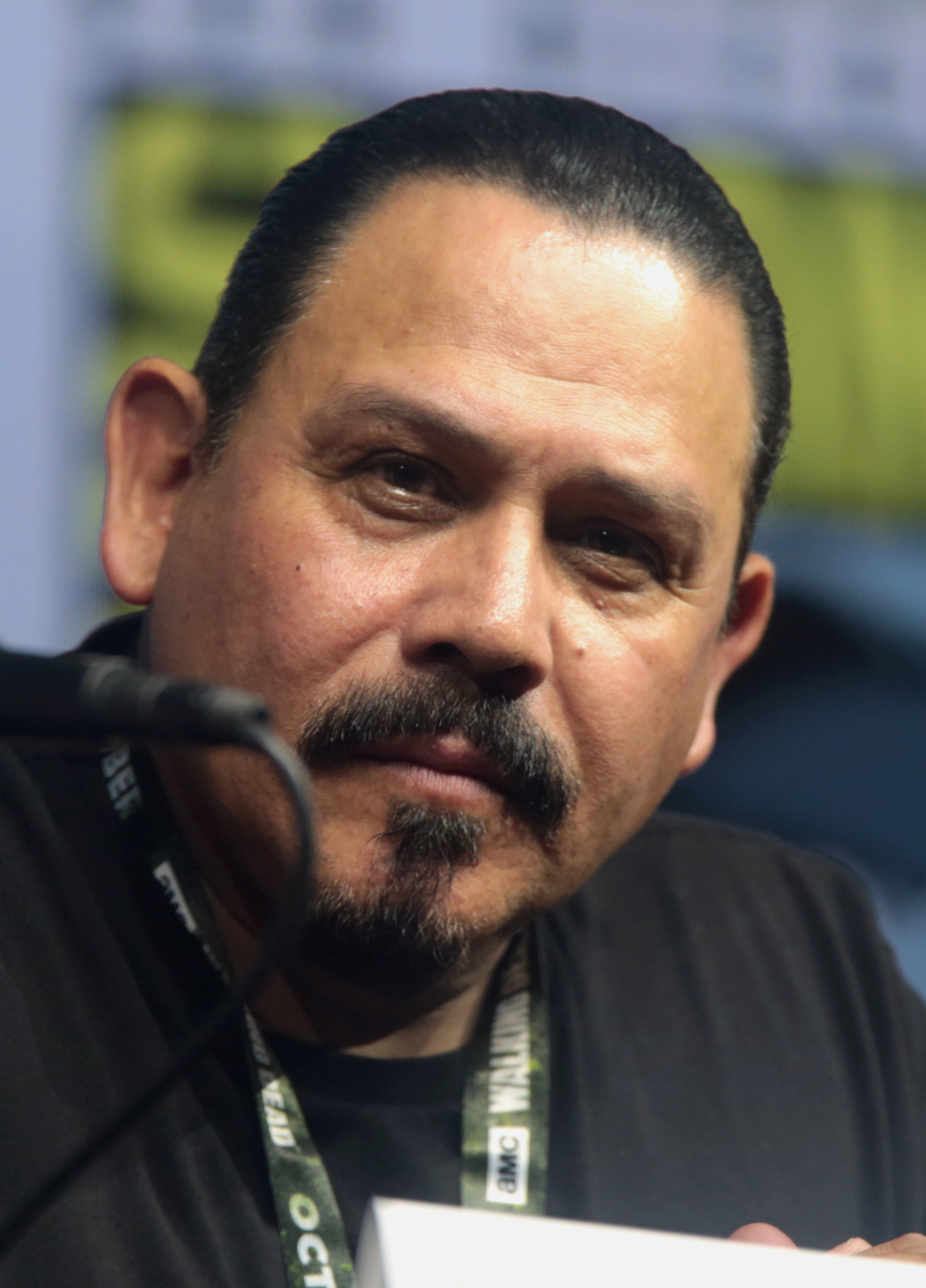

У в'язниці в штаті Іллінойс, з якої за дивного збігу обставин втік Донні Фестер — серійний вбивця та фетишист, який має схильності до некрофілії. Малдер і Скаллі розслідують справу — саме завдяки їм кілька років тому Фестер був ув'язнений. Під підозрою в організації втечі виявляється священник Орісон, що володіє технікою гіпнозу. Фестер починає переслідувати Скаллі, так як саме вона не стала його жертвою. Скаллі зіштовхується з дивними збігами, які змушують її задуматися про природу Бога.

## Зміст
Істина поза межами досяжного
Превелебний читає проповідь ув'язненим. Згодом у в'язниці в місті Маріон (штат Іллінойс) ув'язнений втрачає пальці в аварії при роботі в майстерні. Здається, час сповільнюється, коли інший ув'язнений, Донні Фастер — «фетишист смерті» і серійний вбивця, який викрав Дейну Скаллі п'ятьма роками раніше — виходить із кімнати і залишає в'язницю.
Уночі Дейну будить поривчастий вітер із відчиненого вікна. Її годинник зупинився на часі 6:66. Потім вмикається світло і повертається реальний світ.
Почувши про втечу Фастера, Скаллі та Фокс Малдер проводять розслідування в тюрмі. Дейні при обстеженні молитовної кімнати чується якась мелодія. Вони дізнаються, що троє чоловіків втекли з трьох в'язниць, і всі вони контактували з тюремним капеланом преподобним Орісоном. При співбесіді із постраждалим ув'язненим спостерігається присутність ніби відрізаних пальців. Малдер проводить прості маніпуляції і помічає — арештант реагує на певні рухи автоматично — постгіпнотичний стан. Малдер підозрює — Донні допомогли втекти. Доки Фокс оповідає про в'ґзничного капелана, Скаллі знову чує пісню.
В Гаррісбурзі Фастер виходить з автобуса та прямує до магазину. Йому впадає в очі продавчиня із рухкими пальцями; до нього підсідає дегева хвойда. Раптом Фастер чує голос Орісона та розмовляє із ним. маршали виїжджають на затримання Пфастера який розмовляє з Орісоном. Орісон використовує свою силу переконання, щоб відвернути увагу маршалів, дозволяючи обидвом врятуватися — поліцейським ввижається що грабіжник приставив ніж до горла продавчині. Фастер забирає машину Орісона і переїздить капелана.
Скаллі постійно чує пісню Денніса Едвардса «Don't Look Any Further» всюди, куди б вона не пішла, невдовзі вважаючи, що це якийсь знак. Агенти знаходять і допитують Орісона, який сам уже був засудженим і стверджує, що він виконує справу Божу. Малдер показує капелану фотографію убитої Фастером попутниці. Дейна оповідає Фоксу про ланцюжок ніби не пов'язаних між собою фактів — які є притомними тільки її життю.
Після медичного огляду Малдер з'ясовує, що у Орісона втричі підвищена здатність кровотоку мозку через отвір, який він просвердлив собі у голові, що дозволяє йому виконувати розумові трюки, гіпнотизуючи людей. Орісон гіпнотизує охоронця у своїй кімнаті і легко втікає — при цьому забирає його пістолет. Тим часом у квартирі Орісона повія рятується, коли Фастер нападає на неї за носіння перуки.
Агенти констатують зникнення капелана й безтямний стан охороняючого його сержанта. Скаллі знаходить адресовану їй записку — хоча вона про цей момент казала лише Фоксу. Орісон знаходить Фастера і націлює на нього пістолет.
У лісі Орісон копає могилу для Фастера, який перетворюється на демонічного звіра і вбиває його, поховавши у власній неглибокій могилі. Потім Фастер викликає поліцію, повідомляючи їм, де похований Орісон, і йде до будинку Скаллі.
Дейна приходить додому; її електронний годинник знову показує час «6:66». Донні нападає на Скаллі, яка в обороні життя демонструє чудове володіння мистецтвом самооборони. Дейна каже йому, що єдина причина, чому Фастер не отримав смертної кари була в тому, що вона попросила у суддів йому життя. Він долає її і замикає у власній шафі. Малдер вважає, що щось може бути не так — він почув ту саму пісню на своєму радіо і зателефонував Скаллі. Не отримавши відповіді, він заходить до її будинку і натрапляє на Фастера, негайно арештовуючи його. Скаллі звільняється з шафи і стріляє в Фастера, незважаючи на те, що він був беззбройний, та вбиває його.
Скаллі довіряється Малдеру, кажучи йому, що вона боїться, бо не впевнена — хто керував нею, Бог чи хтось інший.
Це — чисте зло

## Зйомки
Епізод був написаний Чіпом Йоганнссеном, який раніше працював виконавчим продюсером у телесеріалі «Мілленіум». За першим задумом епізоду Йоганнссена головним антагоністом був в'язень, який міг зупиняти час. Виконавчі продюсери Картер, Френк Спотніц та Джон Шібан вважали задум перспективним, і Картер насолоджувався історією, оскільки вона мала стилістичну схожість з епізодом першого сезону «За морем».
Прочитавши першу чернетку, Спотніц і Картер вирішили знову ввести персонаж Донні Фастера — з епізоду другого сезону «Чарівний». Картер зазначив, що «ми говорили про можливий перегляд якогось старого монстра в цьому сезоні, і це здавалося чудовою можливістю». У своїй першій появі Донні Пфастер був зображений як «фетишист смерті», його природа була не надприродною. Однак в «Орісоні» було вирішено зробити Пфастера справжнім демоном. Шибан пояснював: «ми згодом вирішили перетворити його на цього абсолютно демонічного персонажа, по суті злого за сутністю».
Спотніц був схвильований тим, що закрив історію Фастер-Скаллі, зазначивши: «Для мене справді виправданим поверненням Донні був фінальний акт сценарію. Коли Донні прийшов за Скаллі, і вона в кінцевому підсумку стріляла в нього на ураження». Однак остання сцена виявилася важкою для написання. Роб Боуман зазначив, що цей момент «був жорсткою сценою. Ми з Френком говорили по телефону про діалог у завершальній сцені із Малдером і Скаллі. Хоча вона застрелила його у стані майжк афекту, ви не могли заперечувати той факт, що вона холоднокровно вбила Донні Пфастера. Як ми з цим справляємося?»
Нік Чінлунд повернувся до серіалу, щоб знову зіграти роль Фастера. Рік Міллікан врешті-решт зупинився на Скотті Вілсоні для виконання Орісона, вважаючи, що він може зробити «подвійну природу» персонажа краще за будь-кого іншого. В епізоді було декілька сцен із використанням складних ефектів, зокрема, кадру на початку, де зупиняється час. Боумен відзняв кілька різних дублів, всі знімали з різною швидкістю, а потім комбінували в постпродукції, щоб досягти потрібного ефекту. Фінальна сцена бою між Скаллі і Пфастером, яка займає невелику частину епізоду, потребувала цілого дня зйомок. Багато епізодів сцен було знято в Давні (Каліфорнія). Грим для епізоду зробив Джон Вуліч, який прагнув віддати належне гриму в оригінальному епізоді. Вуліч переглянув кілька фан-сайтів і завантажив фотографії з «Чарівного», які допомогли йому в цьому процесі.
Пісня в епізоді, яку Скаллі постійно чує — кавер-версія «Більше не шукай», колишнього співака гурту «The Temptations» Денніса Едвардса. Співробітники продюсера переслухали кілька версій, щоб знайти відповідну для епізоду. Але, за словами Пола Рабвіна, жодна з них «насправді не працювала». Рабвін хотів, щоб Лайл Ловетт записав тему до епізоду, але на той час він не мав вільного часу, тому співробітники запросили співака і автора пісень Джона Хаятта, чию версію Рабвін згодом назвав «холодною, моторошною та душевною». Марк Сноу, композитор серіалу, використав різні музичні ефекти для акцентування, пояснивши: «Існує стильна сцена, коли Малдер заходить у кімнату зі Скаллі і намальовані гармати. Вони оглядаються, і я роблю ці великі голосні сингли з хітом. Немає нічого іншого, крім цього. Іноді це дійсно ефективно».

## Показ і відгуки
«Орісон» вперше вийшов в ефір у США 9 січня 2000 року. Епізод отримав рейтинг Нільсена 9,4 із часткою 14, що означає — приблизно 9,4 % всіх домогосподарств, обладнаних телевізором, і 14 % домогосподарств, які дивляться телебачення, були налаштовані на епізод. Його переглянули 15,63 мільйона глядачів. Епізод був показаний у Великій Британії і Ірландії каналом «Sky One» 30 квітня 2000 року і його переглянулм 0,78 мільйона глядачів.
Епізод отримав неоднозначні відгуки критиків. Кеннет Сілбер з «Space.com» позитивно написав про епізод, зазначивши: «„Орісон“ починається у гнітючому жанрі драм серійних вбивств.» Річ Розелл з «Digitally Obsessed» відзначив епізод 4,5 із 5 зірок і назвав його «моторошним, темним і чудовим». Він стверджував, що епізод «підливає масла до запального аргументу щодо того, що саме Скаллі, а не Малдер, є справжнім серцем серіалу». Том Кессеніч надав епізоду переважно позитивний відгук, написавши: «Орісон — це подорож, наповнена жахом, таємницею та самоаналізом. Це також була одна з найбільш хвилюючих подорожей, проведених до сьогодні сьомим сезоном». Крім того, Кессеніч захищав дії Скаллі в кінці епізоду, написавши: «те, що ми бачили в кінці „Орісона“, було дією людини, яку інша людина виштовхнула за межу зламу людськості … це не означає що вона зробила правильно, але це було не важко зрозуміти». Зак Гендлен з «The A.V. Club» присвоїв епізоду оцінку «Б» і написав, що серія, незважаючи на свої недоліки, має особливо цікаві елементи. Він зазначив, що капелан був «потенційно захоплюючою фігурою», яку ніколи не досліджували в повній мірі, і що закінчення було ефективним тим, що «допомагає перетворити кульмінаційний момент епізоду на щось більше, ніж просто зворотній рух». Зрештою, він позитивно порівняв настрій та тематичні елементи епізоду з іншою серією Картера «Тисячоліття».
Не всі відгуки були позитивними. Роберт Шірман та Ларс Пірсон у книзі «Хочемо вірити: критичний посібник з Цілком таємно, Мілленіуму та Самотніх стрільців» надзвичайно критично оцінили цей епізод і оцінили його як 1 зіркою із п'яти. Вони назвали епізод «безладом», в результаті чого «він погано здешевлює серіал». Вони вказували на послідовність, коли Скаллі вбиває Пфастера, як найгіршу сцену в епізоді, аргументуючи це тим, що ця сцена «в гіршому випадку була зрадою характеристик, яка сильно пошкодила моральне лице серії». Пола Вітаріс з «Cinefantastique» надала епізоду переважно негативний відгук і присвоїла йому 1 зірку з чотирьох. Вона жорстко критикувала епізод як «відновлену композицію „Чарівного“». Також вона висміяла фінал, зазначивши, що «нічого в епізоді не вказувало, що Скаллі була на межі втрати самовладання». Vitaris heavily criticized the episode as «a retread of 'Irresistible'».

## Знімалися
- Девід Духовни — Фокс Малдер
- Джилліан Андерсон — Дейна Скаллі
- Нік Чінлунд — Донні Пфастер
- Скотт Вілсон — преподобний Орісон
- Тара Бак — утікачка
- Ліза Арч — жінка в червоному
- Стів Ранкін — Джозеф Даддо
- Еміліо Рівера — Брігам